# Puchar Europy Zdobywczyń Pucharów siatkarek (1979/1980)
Puchar Europy Zdobywczyń Pucharów 1979/1980 – 8. sezon turnieju rozgrywanego od 1978 roku, organizowanego przez Europejską Konfederację Piłki Siatkowej (CEV) w ramach europejskich pucharów dla żeńskich klubowych zespołów siatkarskich "starego kontynentu".

## Drużyny uczestniczące
- ŽOK Rijeka
- Vasas Izzo Budapeszt
- Červená Hviezda Bratysława
- Sokol Wiedeń
- USC Münster
- Filathlitikos Saloniki
- Corbulo Voorburg
- ASPTT Montpellier
- Alidea Catania
- Hapoel Marshavia
- CPAR Cornella Barcelona
- VC Lausanne
- Sollentuna VK
- Atletico Lizbona
- Temse Dames
- Galatasaray SK

## Rozgrywki

### 1/8 finału
| Data       | Drużyna 1                  | Wynik | Drużyna 2              | Sety                     |
| ---------- | -------------------------- | ----- | ---------------------- | ------------------------ |
| 09.12.1979 | ŽOK Rijeka                 | 0:3   | Vasas Izzo Budapeszt   | 13:15, 6:15, 0:15        |
|            | ŽOK Rijeka                 | 0:3   | Vasas Izzo Budapeszt   | 1:15, 4:15, 5:15         |
| 09.12.1979 | Červená Hviezda Bratysława | 3:0   | Sokol Wiedeń           | 15:4, 15:7, 15:10        |
| 16.12.1979 | Červená Hviezda Bratysława | 3:0   | Sokol Wiedeń           |                          |
| 09.12.1979 | USC Münster                | 3:0   | Filathlitikos Saloniki | 15:1, 15:3, 15:2         |
| 16.12.1979 | USC Münster                | 3:0   | Filathlitikos Saloniki | 15:5, 15:3, 15:3         |
| 09.12.1979 | Corbulo Voorburg           | 3:1   | ASPTT Montpellier      | 15:4, 15:12, 11:15, 15:4 |
| 16.12.1979 | Corbulo Voorburg           | 3:1   | ASPTT Montpellier      | 15:2, 15:4, 13:15, 15:5  |
| 09.12.1979 | Alidea Catania             | 3:0   | Hapoel Marshavia       | 15:7, 15:9, 15:4         |
|            | Alidea Catania             |       | Hapoel Marshavia       |                          |
| 09.12.1979 | CPAR Cornella Barcelona    | 1:3   | VC Lausanne            | 15:7, 8:15, 11:15, 10:15 |
| 16.12.1979 | CPAR Cornella Barcelona    | 3:0   | VC Lausanne            | 15:13, 15:13, 15:1       |
| 09.12.1979 | Sollentuna VK              | 3:0   | Atletico Lizbona       | 15:2, 15:2, 15:5         |
| 15.12.1979 | Sollentuna VK              | 3:0   | Atletico Lizbona       | 15:2, 15:9, 15:7         |
|            | Temse Dames                | 3:0   | Galatasaray Stambuł    | walkower                 |

### Ćwierćfinał
| Data       | Drużyna 1               | Wynik | Drużyna 2                  | Sety                           |
| ---------- | ----------------------- | ----- | -------------------------- | ------------------------------ |
| 09.02.1980 | Vasas Izzo Budapeszt    | 3:0   | Červená Hviezda Bratysława | 15:5, 16:14, 15:6              |
| 16.02.1980 | Vasas Izzo Budapeszt    | 3:0   | Červená Hviezda Bratysława | 15:7, 15:11, 15:9              |
| 09.02.1980 | USC Münster             | 3:0   | Corbulo Voorburg           | 15:11, 15:8, 15:10             |
| 16.02.1980 | USC Münster             | 2:3   | Corbulo Voorburg           | 15:10, 11:15, 5:15, 15:9, 4:15 |
| 09.02.1980 | CPAR Cornella Barcelona | 0:3   | Alidea Catania             | 3:15, 8:15, 13:15              |
| 17.02.1980 | CPAR Cornella Barcelona | 0:3   | Alidea Catania             | 5:15, 5:15, 9:15               |
| 09.02.1980 | Sollentuna VK           | 3:1   | Temse Dames                | 13:15, 15:10, 15:2, 15:0       |
| 17.02.1980 | Sollentuna VK           | 3:1   | Temse Dames                | 15:17, 15:8, 15:12, 15:7       |

### Turniej finałowy
Voorburg
Tabela
| Lp. | Drużyna              | Pkt | Mecze | Mecze | Mecze | Sety | Sety | Sety  |
| Lp. | Drużyna              | Pkt | M     | W     | P     | wyg. | prz. | ratio |
| --- | -------------------- | --- | ----- | ----- | ----- | ---- | ---- | ----- |
| 1   | Vasas Izzo Budapeszt | 6   | 3     | 3     | 0     | 9    | 0    | MAX   |
| 2   | USC Münster          | 5   | 3     | 2     | 1     | 6    | 4    | 1.500 |
| 3   | Alidea Catania       | 4   | 3     | 1     | 2     | 3    | 7    | 0.429 |
| 4   | Sollentuna VK        | 3   | 3     | 0     | 3     | 1    | 9    | 0.111 |

Wyniki
| Data       | Drużyna 1            | Wynik | Drużyna 2      | Sety                     |
| ---------- | -------------------- | ----- | -------------- | ------------------------ |
| 07.03.1980 | Vasas Izzo Budapeszt | 3:0   | Sollentuna VK  | 15:7, 15:9, 15:0         |
| 07.03.1980 | USC Münster          | 3:1   | Alidea Catania | 15:6, 15:8, 12:15, 15:13 |
|            |                      |       |                |                          |
| 08.03.1980 | USC Münster          | 3:0   | Sollentuna VK  | 15:9, 15:4, 15:10        |
| 08.03.1980 | Vasas Izzo Budapeszt | 3:0   | Alidea Catania | 15:5, 15:7, 15:11        |
|            |                      |       |                |                          |
| 09.03.1980 | Alidea Catania       | 3:1   | Sollentuna VK  | 15:9, 10:15, 15:6, 15:7  |
| 09.03.1980 | Vasas Izzo Budapeszt | 3:0   | USC Münster    | 16:14, 15:9, 15:13       |

## Klasyfikacja końcowa
| Miejsce | Drużyna              |
| ------- | -------------------- |
| złoto   | Vasas Izzo Budapeszt |
| srebro  | USC Münster          |
| brąz    | Alidea Catania       |
| 4.      | Sollentuna VK        |